# Цибулевка (Одесская область)
Цибулевка (укр. Цибулівка) ранее колония Ней-Гликсталь (нем. Neu-Glückstal) — село, относится к Березовскому району (ранее до 17 июля 2020 года к Великомихайловскому району) Одесской области Украины.
Население по переписи 2001 года составляло 399 человек. Почтовый индекс — 67132. Телефонный код — 8-04859. Занимает площадь 0,92 км². Код КОАТУУ — 5121686001.

## Местный совет
67132, Одесская обл., Великомихайловский р-н, с. Цибулевка, переул. Победы, 2